# Власов, Пётр Алексеевич
Пётр Алексеевич Власов (1915—1988) — советский инженер-технолог и организатор производства. Директор Днепродзержинского коксохимического комбината имени Серго Орджоникидзе. Герой Социалистического Труда (1981).

## Биография
Родился 10 ноября 1915 года в селе Дубасово, Пензенской губернии.
С 1932 года после окончания средней школы начал свою трудовую деятельность в качестве рядового рабочего на Сталинском машиностроительном заводе, позже был участником строительства Днепропетровского металлургического комбината, без отрыва от основной деятельности обучался на Каменском вечернем металлургическом рабочем факультете, по окончании которого получил среднее образование. 
С 1934 по 1939 годы проходил обучение на Днепропетровском химико-технологическом институте, после окончания которого получил специализацию инженера-технолога. 
С 1939 по 1940 года работал механиком на Сталинградском машиностроительном заводе. 
С 1940 года начал работать на Днепродзержинском коксохимическом комбинате имени Серго Орджоникидзе в должностях — инженера-механика производственно-технического отдела и руководителем ремонтно-механического цеха. С 1943 по 1966 годы работал в должностях — руководителя механического цеха, главного механика и главного инженера Днепродзержинского коксохимического комбината имени Серго Орджоникидзе. 
С 1966 года был назначен директором Днепродзержинского коксохимического комбината имени Серго Орджоникидзе. В 1966 и в 1971 годах Указом Президиума Верховного Совета СССР «за заслуги в развитие производства» Пётр Алексеевич Власов был награждён Орденом  Трудового Красного Знамени. В 1976 году Указом Президиума Верховного Совета СССР «за успехи по увеличению выпуска коксохимической продукции, в усовершенствовании технологии и организации производства в 1976 году» завод под руководством П. А. Власова был награждён  Орденом «Знак Почета».
2 марта 1981 года  Указом Президиума Верховного Совета СССР «за выдающиеся производственные достижения, досрочное выполнение заданий десятой пятилетки и принятых социалистических обязательств по выпуску продукции, улучшению ее качества, повышению производительности труда и проявленную трудовую доблесть» Пётр Алексеевич Власов был удостоен звания Героя Социалистического Труда с вручением Ордена Ленина и золотой медали «Серп и Молот». 
После выхода на заслуженный отдых жил в городе Днепродзержинске. 
Скончался 18 января 1988 года в Днепродзержинске.

## Семья
Был женат на Ангелине Степановне Капинус (1916—1997). В браке родилось трое детей — Евгений (1937—1989), Ирина (1940—2014) и Виктор (1941—2011).

## Награды
- Медаль «Серп и Молот» (2.03.1981)
- Орден Ленина (2.03.1981)
- Два Ордена  Трудового Красного Знамени (22.03.1966, 30.03.1971)
- Орден «Знак Почета» (19.02.1974)